# Xian de Nanjiang
Le xian de Nanjiang (南江县 ; pinyin : Nánjiāng Xiàn) est un district administratif de la province du Sichuan en Chine. Il est placé sous la juridiction de la ville-préfecture de Bazhong.

## Démographie
La population du district était de 604 111 habitants en 1999.